# گیتوفرمات
گیتوفرمات (انگلیسی: Gitoformate) یک گلیکوزید قلبی است که می‌تواند در درمان نارسایی احتقانی قلب و آریتمی قلبی (ضربان قلب نامنظم) موثر باشد.